# Alliance Bank Building
El Alliance Bank Building es un edificio histórico de un banco en Alliance (Estados Unidos). Desde 1995 figura en el Registro Nacional de Lugares Históricos.

## Historia
Alliance Bank Company fue fundada en 1872 y operaba desde un edificio diferente de tres pisos. El edificio en 502 East Main Street fue construido en 1914, diseñado por Lewis W. Thomas. En 1923, Alliance Bank Company se fusionó con First National Bank, y el estudio de arquitectura Walker and Weeks construyó una adición en la parte trasera del edificio y renovó el interior. El banco ocupaba el primer piso, con los cinco pisos superiores como espacio de oficinas comerciales. El edificio fue incluido en el Registro Nacional de Lugares Históricos el 28 de julio de 1995.

## Arquitectura
El edificio es una estructura de seis pisos con una adición de tres pisos en la parte trasera con una apariencia a juego. El edificio tiene un estilo neorrenacentista italiano. El primer piso y el sótano visto están revestidos de piedra arenisca, con los pisos superiores revestidos de ladrillo color piedra arenisca.